# 사이다민 솔리후자예프
사이다민 솔리후자예프(Saidamin Solikhujaev, 1927년 9월 5일 ~ 2007년 12월 13일)는 예방위생의학과 의사 겸 의과대학 교수 출신의 소련·우즈베키스탄 정치가 겸 외교관이다.
그는 레닌그라드 대학교 의과대학 객원교수와 타슈켄트 의과학대학원대학교 객원교수 등을 거쳐 소련 국가원수 비서실 의과학행정특보비서관 직책을 지낸 후 우즈베키스탄 대통령 비서실 의과학행정원로비서관 직책을 지냈다.